# Urbakodon
Urbakodon (Urbacodon itemirensis) – rodzaj teropoda z rodziny troodontów (Troodontidae); jego nazwa pochodzi od akronimu URBAC oznaczającego międzynarodową wyprawę (Uzbek, Russian, British, American & Canadian) na pustynię Kyzył-kum i od słowa "odon" - (gr. odus - ząb).
Żył w epoce późnej kredy, w cenomanie, około 95 mln lat temu, na terenach Azji. Jego szczątki znaleziono w Uzbekistanie w osadach formacji Dzharakuduk. Z tego i sąsiednich stanowisk znane są skamieniałości: ryb chrzęstnoszkieletowych, ryb kostnoszkieletowych, salamander, żółwi, Crocodyliformes, pterozaura z rodziny Ornithocheiridae i dinozaurów (neozauropodów, tyranozauroidów i hadrozaurów, troodonta oraz ceratopsa Asiaceratops salsopaludalis).